# Lectronn
Lectronn, le Maître de l'Atome, est un super-héros fictif créé par Marvel Comics. Il est apparu pour la première fois dans Marvel Age #49, en 1987.

## Origines
Enfant, Tommy Samuels contracta la polio et perdit l'usage de ses jambes. Des années plus tard, un alien pacifique visita la Terre, à la recherche d'une personne de confiance. Il choisit Tommy, le guérit et lui donna des pouvoirs atomiques. Le jeune homme devint le super-héros Lectronn. À sa première intervention, il blessa très sérieusement les voyous, apprenant qu'un grand pouvoir entraîne une grande responsabilité.
Il n'a jamais fait de grande carrière, privilégiant sa femme et son emploi d'instituteur en Pennsylvanie.

### Civil War
Durant la Guerre Civile, Lectronn fut arrêté par Iron Man, Spider-Man, et le Phone Ranger alors qu'il s'opposait au Superhuman Registration Act. Il fut enfermé à la prison 42 de la Zone Négative et s'en échappa avec Lightbright. 
On ignore depuis ses activités.

## Pouvoirs
- Lectronn possède des pouvoirs agissant sur l'atome. En abaissant par simple volonté son poids atomique, il devient plus léger que l'air et peut voler à vitesse réduite.
- Sa force a été accrue, lui permettant de porter quelques tonnes.
- Son arme la plus puissante réside dans ses mains, qui peuvent générer des rayons d'électrons, potentiellement très destructeurs.